# Rhaphidophora dulongensis
Rhaphidophora dulongensis är en kallaväxtart som beskrevs av Hen Li. Rhaphidophora dulongensis ingår i släktet Rhaphidophora och familjen kallaväxter. Inga underarter finns listade.